# Javier Macipe Costa
Javier Macipe Costa (Saragossa, 4 d'agost de 1987) és un director de cinema, guionista i productor espanyol.

## Formació
Va realitzar estudis en Comunicació Audiovisual a la Universitat Complutense de Madrid. Des de les seves primeres produccions, ha desenvolupat un estil que combina ficció i elements documentals.

## Carrera
Va iniciar la seva trajectòria amb curtmetratges que van obtenir reconeixement en festivals de cinema. En 2014, va dirigir Os Meninos do Rio, que va ser seleccionat en més de 200 festivals i va obtenir diversos premis, fins a la nominació a Millor curtmetratge als XXIX Premis Goya. El 2023 va estrenar el seu primer llargmetratge, La estrella azul, basat en la vida del músic Mauricio Aznar. La pel·lícula v aser presentada a la Secció Oficial del Festival Internacional de Cinema de Sant Sebastià i va rebre vàries nominacions als XXXIX Premis Goya.

## Filmografia
- Cuídala bien (2007)
- Efímera (2010)
- Os Meninos do Rio (2014)[7]
- Un minutito (2016)[8]
- Otra oportunidad (2018)[9]
- Gastos incluidos (2019)[10]
- La estrella azul (2023)

## Premis i reconeixements
Ha estat nominat en diverses ocasions als Premis Goya i altres certàmens. La seva pel·lícula La estrella azul  va obtenir diverses nominacions, incloent-hi millor pel·lícula i millor direcció novella. Va rebre el premi a la millor pel·lícula als XII Premis Días de Cine i el premi a la millor direcció revelació a les Medalles del Cercle d'Escriptors Cinematogràfics de 2024.